# CodePlex
CodePlex は、マイクロソフトが運営するオープンソースを含む開発プロジェクトのホスティングウェブサイト。ウィキページがあり、バージョン管理システムとしてはMercurial、Subversion、Team Foundation Serverを使い、会議フォーラム、バグ管理システム、プロジェクトタギング、RSSサポート、統計情報、リリース機能などを備えている。
2006年5月、最初のベータ版が公開され、6月には公式リリースとなった。その後3週間ごとに新機能を追加していった。2009年11月23日現在、12,535 のプロジェクトがある。
しかし2017年4月にはCodePlexの年内サービス終了がアナウンスされ、2018年1月30日にアーカイブサイトへ置き換えられ終了した。

## 範囲
CodePlex は各種プロジェクトをホスティングしており、SQL関連プロジェクト、WPFおよびWinForms関連プロジェクトなどがあるが、最も多いのはASP.NETを含む.NET Framework関連のプロジェクトと、マイクロソフトのイントラネット・コラボレーションサーバ SharePointに関するプロジェクトである。

### .NET 関連プロジェクト
CodePlex 上で最も活発に活動しているプロジェクトは AJAX Control Toolkit である。これはコミュニティとマイクロソフトの共同プロジェクトである。ASP.NET 2.0 AJAX Extensions 上にツールキットを構築するプロジェクトであり、多数のウェブクライアント用コンポーネントが集積されている。
他にも Smart Client Guidance や Web Client Software Factory もそれぞれの分野で有名になりつつある。

### SharePoint 関連プロジェクト
CodePlex は SharePoint 開発の世界的中心地となりつつある。例えば Community Kit for SharePoint はWebパーツ、ツール、ソースコード、ベストプラクティスなどがコミュニティから集まっている。SharePoint Learning Kit はeラーニングサイト作成用である。他にも SharePoint Ajax Toolkit、SharePoint Manager、SharePoint Templates などがある。

### VFP 関連プロジェクト
VFPX は Visual FoxPro コミュニティで Visual FoxPro 9.0 向けにオープンソースのアドオンを作ろうという試みである。Visual FoxPro を拡張/改善するコード、クラス、ライブラリがある。